# Locustella naevia
Locustella naevia là một loài chim trong họ Locustellidae.